# Liste der Biografien/Liz
Liste der Biografien |
Portal Biografien |
Personensuche
# |
A |
B |
C |
D |
E |
F |
G |
H |
I |
J |
K |
L |
M |
N |
O |
P |
Q |
R |
S |
T |
U |
V |
W |
X |
Y |
Z |
?
 
La |
Lb |
Lc |
Le |
Lg |
Lh |
Li |
Lj |
Ll |
Lm |
Lo |
Lp |
Lt |
Lu |
Lv |
Lw |
Lx |
Ly |
Lz
 
Lia |
Lib |
Lic |
Lid |
Lie |
Lif |
Lig |
Lih |
Lii |
Lij |
Lik |
Lil |
Lim |
Lin |
Lio |
Lip |
Liq |
Lir |
Lis |
Lit |
Liu |
Liv |
Liw |
Lix |
Liy |
Liz
Die Liste der Biografien führt alle Personen auf, die in der deutschsprachigen Wikipedia einen Artikel haben. Dieses ist eine Teilliste mit 42 Einträgen von Personen, deren Namen mit den Buchstaben „Liz“ beginnt.

## Liz
- Liz (* 1998), deutsche Rapperin
- Liz, Sheila de (* 1969), US-amerikanische Gynäkologin und Autorin

### Liza
- Liza Li (* 1988), deutsche Sängerin und Moderatorin
- Liza ’N’ Eliaz (1958–2001), belgische DJ und Gabber-Produzentin
- Liza, Percy (* 2000), peruanischer Fußballspieler
- Lizák, Peter (* 1962), slowakischer Diplomat
- Lizakowska, Weronika (* 1998), polnische Leichtathletin
- Lizama Riquelme, Pablo (* 1941), chilenischer Geistlicher, emeritierter römisch-katholischer Erzbischof von Antofagasta
- Lizama, Claudio (* 1973), chilenischer Fußballspieler
- Lizana y Beaumont, Francisco Javier de († 1811), Erzbischof von Mexiko und Vizekönig von Neuspanien
- Lizana, Anita (1915–1994), chilenische Tennisspielerin
- Lizana, Antonio (* 1986), spanischer Musiker des Nuevo Flamenco
- Lizana, Nelson (* 1970), chilenischer Fußballspieler
- Lizana, Santiago (* 1992), chilenischer Fußballspieler
- Lizandier, Paul (1884–1937), französischer Langstreckenläufer
- Lizano Gutiérrez, Saturnino (1826–1905), costa-ricanischer Politiker, Präsident
- Lizano, Inocente (* 1940), kubanischer Radrennfahrer
- Lizaran, Anna (1944–2013), katalanische Schauspielerin
- Lizarazo, Yuliana (* 1993), kolumbianische Tennisspielerin
- Lizarazu, Bixente (* 1969), französischer FußballspielerBixente Lizarazu (* 1969)

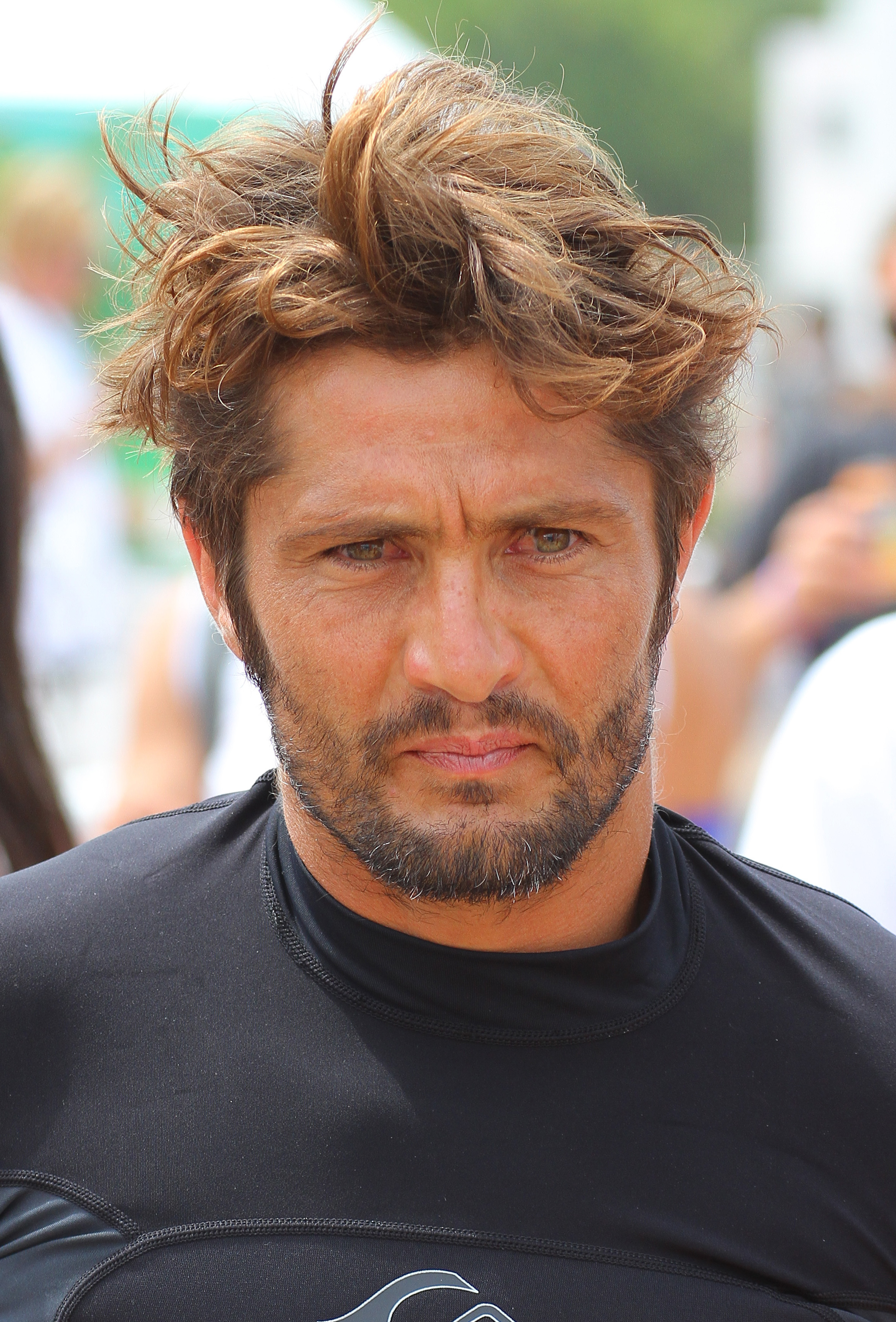
Bixente Lizarazu (* 1969)

- Lizardi, Ramón (1909–1972), venezolanischer römisch-katholischer Geistlicher, Weihbischof in Caracas
- Lizares Estrada, José (* 1934), mexikanischer Geistlicher, emeritierter Weihbischof in Monterrey
- Lizariturry, Juan (* 1991), spanischer Tennisspieler
- Lizarraga, Hector (* 1966), mexikanischer Boxer im Federgewicht
- Lizars, William Home (1788–1859), schottischer Maler und Kupferstecher

### Lize
- Lizeganch, Johan, Bürgermeister in Brilon
- Lizell, Nina (* 1944), schwedische Schlagersängerin
- Lizeroux, Julien (* 1979), französischer Skirennläufer

### Lizi
- Lizier von Couserans († 548), Bischof von Couserans
- Lizin, Anne-Marie (1949–2015), belgische Politikerin, MdEP und Senatspräsidentin
- Lizio, Damián (* 1989), argentinischer Fußballspieler
- Lizius, Bernhard (1812–1870), Burschenschafter, Geheimagent (Dr. Schaefer), Verleger
- Lizius, Caspar Josef († 1824), deutscher Kirchenmusiker, Hofsekretär, Domkapellmeister, Musikdirektor, Domkomponist

### Lizk
- Lizkai, Waleri Anatoljewitsch (* 1949), transnistrischer Politiker

### Lizn
- Lízna, František (1941–2021), tschechischer Ordensgeistlicher, Jesuit und Menschenrechtler

### Lizo
- Lizot, Jacques (1938–2022), französischer Anthropologe, Ethnologe und Linguist
- Lizotte, Blake (* 1997), US-amerikanischer Eishockeyspieler
- Lizotte, Simon (* 1992), deutsch-kanadischer professioneller Discgolfer

### Lizu
- Lizureck, Frank (* 1960), deutscher Politiker (AfD), MdL

### Lizz
- Lizzani, Carlo (1922–2013), italienischer Filmregisseur und Drehbuchautor
- Lizzara, Thomas (* 1981), deutscher DJ und Produzent
- Lizzo (* 1988), US-amerikanische Sängerin und RapperinLizzo (* 1988)

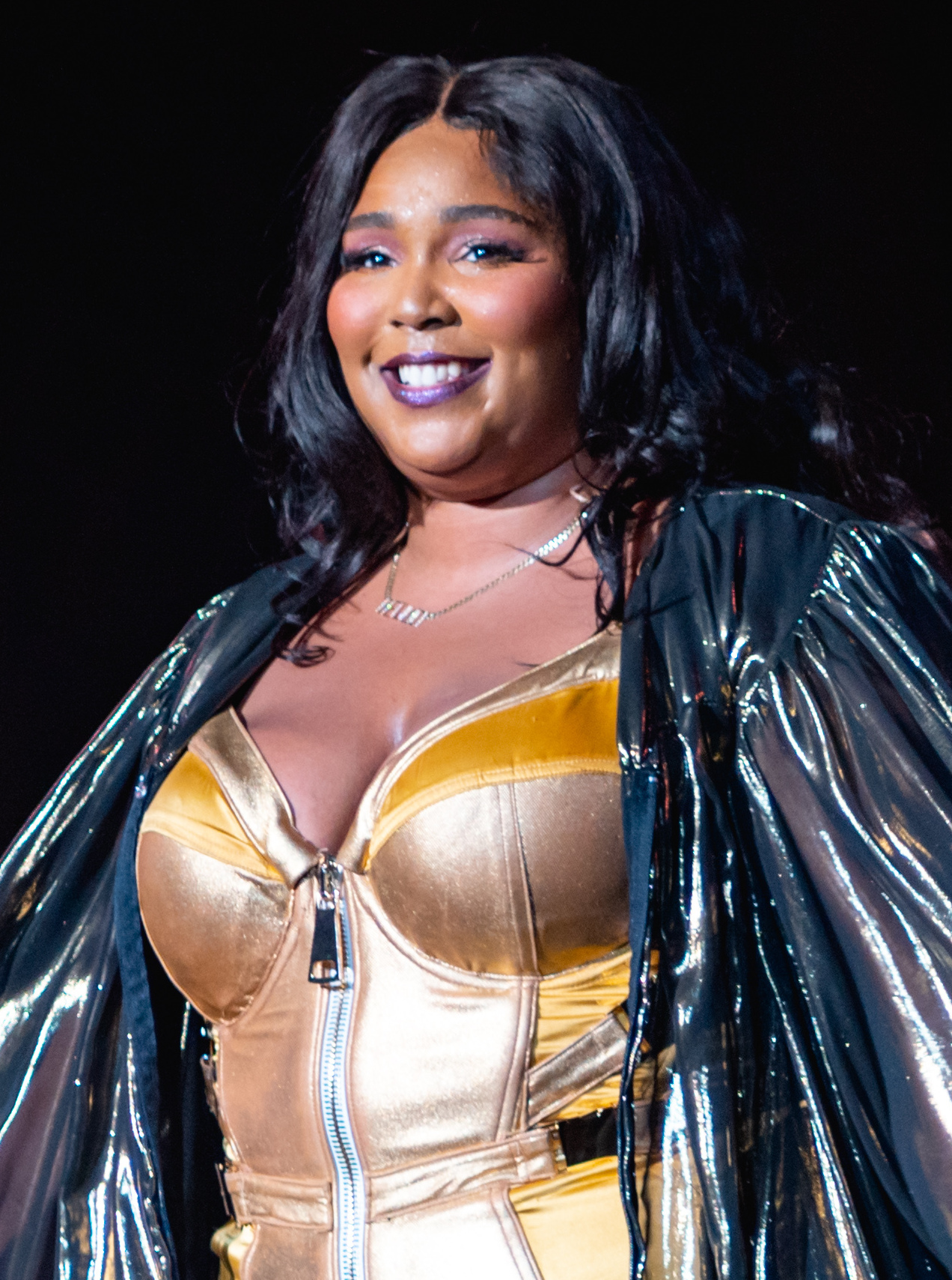
Lizzo (* 1988)